# European project semester
 (janvier 2024).
La mise en forme du texte ne suit pas les recommandations de Wikipédia : il faut le « wikifier ».
Les points d'amélioration suivants sont les cas les plus fréquents. Le détail des points à revoir est peut-être précisé sur la page de discussion.
- Les titres sont pré-formatés par le logiciel. Ils ne sont ni en capitales, ni en gras.
- Le texte ne doit pas être écrit en capitales (les noms de famille non plus), ni en gras, ni en italique, ni en « petit »…
- Le gras n'est utilisé que pour surligner le titre de l'article dans l'introduction, une seule fois.
- L'italique est rarement utilisé : mots en langue étrangère, titres d'œuvres, noms de bateaux, etc.
- Les citations ne sont pas en italique mais en corps de texte normal. Elles sont entourées par des guillemets français : « et ».
- Les listes à puces sont à éviter, des paragraphes rédigés étant largement préférés. Les tableaux sont à réserver à la présentation de données structurées (résultats, etc.).
- Les appels de note de bas de page (petits chiffres en exposant, introduits par l'outil «  Source ») sont à placer entre la fin de phrase et le point final[comme ça].
- Les liens internes (vers d'autres articles de Wikipédia) sont à choisir avec parcimonie. Créez des liens vers des articles approfondissant le sujet. Les termes génériques sans rapport avec le sujet sont à éviter, ainsi que les répétitions de liens vers un même terme.
- Les liens externes sont à placer uniquement dans une section « Liens externes », à la fin de l'article. Ces liens sont à choisir avec parcimonie suivant les règles définies. Si un lien sert de source à l'article, son insertion dans le texte est à faire par les notes de bas de page.
- La présentation des références doit suivre les conventions bibliographiques. Il est recommandé d'utiliser les modèles {{Ouvrage}}, {{Chapitre}}, {{Article}}, {{Lien web}} et/ou {{Bibliographie}}. Le mode d'édition visuel peut mettre en forme automatiquement les références.
- Insérer une infobox (cadre d'informations à droite) n'est pas obligatoire pour parachever la mise en page.

Pour une aide détaillée, merci de consulter Aide:Wikification.
Si vous pensez que ces points ont été résolus, vous pouvez retirer ce bandeau et améliorer la mise en forme d'un autre article.
Pour les articles homonymes, voir EPS.
European project semester (EPS) est le nom donné à un programme d'échange d'étudiants entre universités et écoles d'ingénieurs européennes.
C'est un projet industriel de groupe, exclusivement en anglais. Il a été conçu pour mettre en pratique les compétences acquises en cours, et pour préparer les futurs diplômés aux exigences industrielles actuelles, tout en développant leurs capacités linguistiques. Durant un semestre, de petits groupes d'étudiants, venus de différents pays, travaillent ensemble sur un projet commun, en collaboration avec des entreprises ou des universités .

## Historique
Il a été observé de nombreuses fois que bon nombre d'étudiants en ingénierie acquièrent des compétences théoriques de base lors de leur cursus scolaire mais n'ont pas vraiment l'occasion de les mettre en pratique avant d'obtenir leur diplôme. Or, les ingénieurs et cadres doivent être capables de s'adapter à l'inconnu et aux changements, chose qui est moins évidente sans expérience. Par ailleurs dans le monde d'aujourd'hui, la mobilité des ingénieurs a beaucoup augmenté ; nombreux sont ceux qui ont travaillé dans plusieurs pays différents. Les langues doivent donc une place importante dans l'apprentissage ,.
C'est à partir de ces remarques que le concept de l'European project semester a été inventé par le docteur Arvid Andersen, en 1995. Il a développé ce programme à Elseneur au Danemark avec six étudiants en 1995, puis avec dix étudiants en 1996. Ce projet a été conçu pour apprendre aux étudiants à travailler dans des équipes internationales .
Le programme a continué son développement à l'université technique du Danemark avec quatre étudiants en 1997, puis avec quarante-et-un en 1998. Avec la collaboration de l'ingénieur danois Jørgen Hansen, le projet prend de l'ampleur. À partir de 2000, des EPS sont proposés aux deux semestres de chaque année universitaire : « spring semester » et « fall semester ». Puis en 2003, Jørgen Hansen devient le directeur de l'european project semester. Afin de promouvoir le programme d'échange, il a participé à de nombreuses conférences à travers le monde. Le succès est tel qu'il a provoqué un déséquilibre entre les étudiants entrants, trop nombreux, par rapport aux étudiants sortants . 
Ainsi en 2013, on compte un total de 1507 étudiants, provenant de 38 pays différents, ayant participé au programme depuis sa création .

## Fonctionnement
Durant toute la durée l'EPS, les étudiants travaillent en groupe interculturels et pluridisciplinaires sur un projet d'entreprise commun. En plus de mettre en pratique les compétences industrielles acquises, l'objectif est de développer les compétences suivantes : travail d'équipe, planification de projets, management, marketing, communication et anglais. Il s'agit également de travailler avec une démarche d'innovation tout en tenant compte des lois européennes et des problèmes environnementaux .
L'EPS doit respecter plusieurs « règles d'or » , :
- La langue de communication est impérativement l'anglais,
- Les groupes doivent être composés de minium trois à maximum six étudiants venant de pays différents ; il faut que trois nationalités soient représentées dans chaque groupe,
- Idéalement, mais pas obligatoirement, le projet doit être pluridisciplinaire, et donc regrouper des étudiants venant de différentes filières,
- L'EPS doit durer au moins quinze semaines et permet d'obtenir 30 crédits ECTS (ou 12 course credit pour les étudiants venus des États-Unis) ; 20 sont consacrés au projet et 10 aux enseignements reçus[4],
- L'objectif principal est le travail d'équipe,
- Les projets doivent inclure le concept de team building et une gestion de projet,
- L'encadrement doit se concentrer sur le process plutôt que sur le produit,
- Les étudiants en EPS doivent être évalués continuellement ; ils doivent rendre un rapport intermédiaire et un rapport final sur leur projet,
- Tous les groupes reçoivent des cours de support pour les aider à réaliser leur projet. Des cours d'anglais et de la langue locale peuvent également être suivis, en option.

## Participants
Les étudiants sont en grande partie en école d'ingénieurs[pas clair] ou en faculté d'ingénierie mais également en écoles de commerce ou à l'université (filières scientifiques). La plupart sont de nationalité européenne même si les étudiants provenant des États-Unis  ou d'Asie peuvent aussi participer au programme d'échange. L'EPS concerne généralement les étudiants qui sont en 3e, 4e ou 5e année d'études .
| Bucarest Valence (Espagne) Oslo Tarbes Anvers Glasgow Nottingham Vaasa Kiel Osnabrück Enschede Bois-le-Duc La Haye Sankt Pölten Vilanova i la Geltrú Porto Łódź Augsbourg |

Toutes les universités ou écoles sont situées en Europe et proposent des études en ingénierie. En 2022, on décompte 19 établissements partenaires, situées dans 12 pays européens différents  :
- L'école nationale d'ingénieurs de Tarbes, en France [11],
- L'université d'Anvers, en Belgique [12],
- Le collège universitaire Artesis Plantijn d'Anvers, en Belgique [13],
- L'université de Glasgow, en Écosse, au Royaume-Uni [14],
- L'université de Nottingham, en Angleterre, au Royaume-Uni [15],
- Le collège universitaire d'Oslo et Akershus, en Norvège [16],
- L'université des sciences appliquées Novia de Vaasa, en Finlande [17],
- L'université Christian-Albrecht de Kiel, en Allemagne [18],
- L'université des sciences appliquées de Osnabrück, en Allemagne [19],
- L'université des sciences appliquées de Augsbourg, en Allemagne [20],
- L'école des sciences de la vie, d'ingénierie et de design de Enschede, rattachée à l'université des sciences appliquées SAXION, aux Pays-Bas [21],
- L'université des sciences appliquées Avans de Bois-le-Duc, aux Pays-Bas [22],
- La haute école de La Haye, aux Pays-Bas [23],
- La université des sciences appliquées de Sankt Pölten, en Autriche [24],
- L'école polytechnique supérieure d'ingénierie de Vilanova i la Geltrú, rattachée à l'université polytechnique de Catalogne, en Espagne [25],
- L'école technique supérieure d'ingénierie de design, rattachée à l'université polytechnique de Valence, en Espagne [26],
- L'institut supérieur d'ingénierie de Porto, au Portugal [27],
- La faculté internationale d'ingénierie, basée à l'université polytechnique de Łódź, en Pologne [28],
- L'université Politehnica de Bucarest, en Roumanie [29].

## Sources
1. 1 2  (en) Luiz Carlos de Campos, Ely Antonio Tadeu Dirani, Ana Lύcia Manrique, Natascha van Hattum-Janssen, Arvid Andersen, Project Approaches to Learning in Engineering Education : the practice of teamwork, Rotterdam, SensePublishers,‎ 2012, 175 p. (ISBN 978-94-6091-958-9, lire en ligne), p. 15-28
2. ↑  EPS Brochure for U.S. students, 2016 (lire en ligne)
3. 1 2 3  (en) « How EPS evolved ? », sur europeanprojectsemester.eu, 24 mars 2016 [archive du site]
4. 1 2  (en) Benedita Malheiro, Manuel Silva, Maria Cristina Ribeiro, Pedro Guedes,  Paulo Ferreira, « The European Project Semester at ISEP: the challenge of educating global engineers », European Journal of Engineering Education, vol. 40, no 3,‎ 3 novembre 2014, p. 328-346 (DOI 10.1080/03043797.2014.960509, lire en ligne)
5. ↑  (en) « Introduction », sur europeanprojectsemester.eu, 6 mars 2016 [archive du site]
6. ↑  (en) Jorge Segalàs Coral, Maria Eugènia Esbrí Solanas, Patricia Benson Murphy, European project semester : 30 ECTS of PBL in sustainability with multicultural and multidisciplinary bachelor students groups, 2011, 9 p. (lire en ligne)
7. ↑  (en) « Students from the US », sur europeanprojectsemester.eu, 29 mai 2015 [archive du site]
8. ↑   (en) « European and Asian students », sur europeanprojectsemester.eu, 30 mai 2015 [archive du site]
9. ↑  (en) « About EPS », sur europeanprojectsemester.eu (consulté le 11 août 2018)
10. ↑  (en) « EPS providers », sur europeanprojectsemester.eu (consulté le 10 novembre 2022)
11. ↑  « EUROPEAN PROJECT SEMESTER (E.P.S.) L'ENIT AU SEIN D'UN RÉSEAU DE 18 PARTENAIRES EUROPÉENS. », sur enit.fr (consulté le 11 août 2018)
12. ↑  (en) « European Project Semester in Antwerp », sur uantwerpen.be (consulté le 11 août 2018)
13. ↑  (en) « European Project Semester (EPS) », sur www.ap.be (consulté le 10 novembre 2022)
14. ↑  (en) « European Project Semester - Glasgow Caledonian University », sur gcu.ac.uk (consulté le 11 août 2018)
15. ↑  (en) « European Project Semester - Nottingham Trent University », sur ntu.ac.uk (consulté le 11 août 2018)
16. ↑  (en) « European Project Semester - Oslo Metropolitan University », sur hioa.no (consulté le 11 août 2018)
17. ↑  (en) « European Project Semester - Novia University of Applied Sciences », sur novia.fi (consulté le 10 août 2018)
18. ↑  (en) « European Project Semester - Kiel University of Applied Sciences, », sur fh-kiel.de (consulté le 11 août 2018)
19. ↑  (en) « European Project Semester (EPS) in Osnabrück », sur hs-osnabrueck.de (consulté le 11 août 2018)
20. ↑  (en) « European Project Semester - HS Augsburg », sur hs-augsburg.de (consulté le 11 août 2018)
21. ↑  (en) « European Project Semester - Saxion University of applied sciences », sur saxion.edu (consulté le 11 août 2018)
22. ↑  (en) « European Project Semester - Avans University of Applied Sciences », sur avans.nl (consulté le 11 août 2018)
23. ↑  (en) « Exchange programmes - The Hague University of Applied Sciences », sur thehagueuniversity.com (consulté le 11 août 2018)
24. ↑  (en) « European Project Semester (EPS) - St. Pölten University of Applied Sciences », sur fhstp.ac.at (consulté le 11 août 2018)
25. ↑  (en) « European Project Semester - Escola Politècnica Superior d'Enginyeria de Vilanova i la Geltrú », sur epsevg.upc.edu (consulté le 11 août 2018)
26. ↑  (en) « EUROPEAN PROJECT SEMESTER SCHOOL OF DESIGN ENGINEERING (ETSID) », sur etsid.upv.es (consulté le 11 août 2018)
27. ↑  (en) « EUROPEAN PROJECT SEMESTER AT ISEP (EPS@ISEP) », sur isep.ipp.pt (consulté le 11 août 2018)
28. ↑  (en) « EUROPEAN PROJECT SEMESTER AT IFE », sur ife.p.lodz.pl (consulté le 11 août 2018)
29. ↑  (ro) « Erasmus+ - EUROPEAN PROJECT SEMESTER - University Politehnica of Bucharest », sur upb.ro (consulté le 11 août 2018)